# Max Nordau
Max Nordau (Peste, 29 de julho de 1849 – Paris, 23 de janeiro de 1923) foi um médico, activista sionista e co-fundador da Organização Sionista Mundial. Trabalhou juntamente com Theodor Herzl e foi vice-presidente do congresso sionista. Depois da sua morte em Paris, foi enterrado em Tel Aviv, Israel.

## Infância e formação[1]
Max Nordau nasceu em Pest, Hungria, em 29 de julho de 1849. Foi batizado com o nome de Simon Maximilian Südfeld, apelidado de Simi pelos familiares, e registrado nos livros da congregação religiosa com o nome de Simcha Me’ir (p. 10). Aos 13 anos, em maio de 1863, por ocasião da publicação de suas primeiras contribuições na imprensa (nesse caso, poemas) ele adotou o nom de plume pelo qual ficaria conhecido em público por toda a vida, Max Nordau. 
Seu pai, Gabriel Südfeld, era um rabino na época de seu nascimento. Viera de Krotoszyn, atual Polônia, então uma cidade do leste da Prússia, na função de preceptor de filhos de famílias judias ricas. Ele ensinava hebreu e alemão, e depois de enviuvar estava em seu segundo casamento. Do primeiro, ficaram-lhe quatro filhos, que foram criados pela segunda esposa, mãe de Nordau, Rosalie Sara Neukin. Rosalie era nativa de Riga, fora criada em Vilna e mudara-se para Pest para trabalhar como professora, função que abandonou após o casamento, passando a se dedicar aos cuidados com a casa e os filhos (p. 14).
Desde cedo, Nordau demonstrou pendor para os estudos. Antes dos 5 anos, já capaz de ler, passou a frequentar a escola judaica. O ensino era feito em idioma alemão, preferido ao húngaro, que era em geral tido como dialeto bárbaro (p. 15). Em 1859 Nordau se graduou na escola preparatória judaica com as notas mais altas, e ingressou no Ginásio Católico Municipal, prosseguindo seus estudos com o sucesso costumeiro. Em 1862 o movimento nacionalista húngaro acirrou-se. O alemão foi banido das escolas, e os professores foram instados a lecionar em húngaro; muitos deles foram expulsos de suas antigas cátedras. Esse evento instilou em Nordau um definitivo desprezo pela língua magiar. 
Nordau permaneceu mais um ano na escola, mas constantes conflitos com os novos professores – em sua maioria judeus prosélitos intransigentes da causa nacionalista - tornaram o ambiente insuportável para o jovem aprendiz. Ele se transferiu para o Ginásio Calvinista, onde completou seus estudos (p. 18). Essas mudanças na política interna da Hungria afetaram seriamente a vida familiar, fazendo diminuir as oportunidades de trabalho para o rabino Gabriel Südfeld.

## Vida profissional: jornalista, preceptor, médico
Nordau se tornou um prolífico colaborador na imprensa local. A partir de agosto de 1864 ele se tornou um colaborador regular do bimestral “Salão de Literatura, Arte e Moda” (p. 20). Entre agosto de 1864 e outubro de 1865 publicou mais de 50 textos em três periódicos de Pest, entre histórias, poemas e resenhas de livros. Em 1865, passou a colaborar regularmente na coluna “Notícias Diversas”, onde seu poder de observação e a bem-humorada abordagem do cotidiano da cidade logo se sobressaíram e o tornaram conhecido dos leitores.  	
Ele também fazia crítica teatral para o jornal “Entre Atos” (p. 22-23). O que ganhava com essas atividades ajudava a complementar a esquálida renda familiar. Em 1866, Nordau aceitou uma posição como preceptor dos filhos da rica família Fuchs, e passou um ano na propriedade dos patrões em Rákoskeresztúr, nos subúrbios de Pest. De volta à cidade em 1867, obteve o seu baccalauréat (equivalente ao certificado de conclusão do Ensino Médio) e ingressou na Faculdade de Medicina (p. 33). Começava ali uma “atividade dupla” que se estenderia até o final da vida. Nordau aliaria a prática médica com a de jornalista/literato, dividindo as horas de seus dias com rigor metódico e inexorável: durante os dias, dedicava-se às atividades ligadas à medicina, e às noites produzia seus trabalhos jornalísticos que eram a fonte principal do sustento de toda a sua família. Foi também, durante um curto período, secretário do bispo de Pest, graças ao seu perfeito domínio do latim. Permaneceram amigos até bem depois das circunstâncias forçarem Nordau a abandonar a função. 	

## Wanderjahre
Gabriel Südfeld morreu em 1872, fazendo com que Nordau se tornasse definitivamente o esteio da família. Em abril de 1873 Nordau realizou sua primeira excursão fora da Hungria: viajou como correspondente do jornal Pester Lloyd à Feira Mundial realizada em Viena. Durante aquele verão, Nordau circulou por toda a Feira, colhendo impressões e fazendo contatos com pessoas do mundo todo e de todas as classes sociais. Travou relações com soberanos e chefes de estado, com jornalistas de várias línguas e com os trabalhadores manuais de toda sorte. As contribuições diárias que ele enviava para o Pester Lloyd eram republicadas em diversos outros jornais de língua alemã, e o nome por trás daquelas crônicas espirituosas se tornou mais e mais conhecido. Logo o até então desconhecido jornalista passou a receber as mais inusitadas propostas: foi convidado para visitar as cortes dos reis da Itália, da Rússia e da Alemanha (p. 37-38). Com o dinheiro extra obtido com a intensa atividade junto à Feira Mundial, Nordau realizou uma longa viagem pela Europa, durante a maior parte dos dois anos seguintes. 
A primeira etapa foi na Alemanha, onde circulou por várias cidades, sempre colhendo impressões que registrava por escrito. Era geralmente recebido e abrigado por pessoas que conhecera durante a Feira Mundial, e aproveitava para estender seu círculo de relações entre os jornalistas, literatos, acadêmicos e artistas dos locais por onde passava. Em janeiro de 1876, quando estava em Berlin, recebeu nova proposta do Pester Lloyd, dessa vez convidando-o a acompanhar como correspondente uma comitiva composta pelo Imperador da Áustria e pelo chefe de Estado da Hungria em uma viagem a São Petersburgo. 
Em seguida, voltou à Alemanha, e depois ingressou numa jornada rumo à Dinamarca, onde o ponto alto foi uma visita a Hans Christian Andersen. O poeta o recebeu amavelmente, e Nordau ficou espantado com a simplicidade em que vivia um autor tão célebre (dada a frouxidão ou inexistência de leis de proteção ao direito autoral, Andersen não ganhava quase nada com as diversas traduções e reedições de seus trabalhos ao redor do mundo). Na Suécia, Nordau lamentou-se pela incapacidade de se comunicar com os habitantes, e amaldiçoou a barreira da língua que dividia os homens. De lá, ele atravessou o Mar do Norte num navio que transportava gado, e desembarcou em Londres depois de muitos dias de tormento e enjoos. Londres o impressionou vivamente, e em poucas semanas ele era capaz de falar inglês razoavelmente. Mais uma vez, o Pester Lloyd o encarregou da atividade de correspondente, desta vez numa caravana de escritores, jornalistas e acadêmicos numa viagem à Islândia, para as festividades ao redor da efeméride de mil anos de ocupação da ilha. A viagem foi acidentada e Nordau desenvolveu uma impressão bastante negativa daquele país (p. 56-57).

## Paris: idas e vindas
Em outubro de 1874, Nordau desembarcava na França, e logo travaria os primeiros contatos com aquela que mais tarde seria a sua cidade mais querida, Paris. A primeira impressão que teve foi bastante negativa: suas expectativas eram altas demais, e a Cidade Luz lhe pareceu medíocre. Sobretudo, lhe pareceu que a população parisiense demonstrava um total afastamento do espírito de 1789. 
Voltados para atividades mesquinhas e triviais, interessados apenas em ganhar o pão de cada dia, os habitantes de Paris fizeram Nordau acreditar que a Revolução fora um trabalho dos habitantes das províncias, que teriam afluído para a Capital e depois retornado para seus locais de origem. Os liberais que conheceu através do engenheiro Emile Lemoine, conhecido dos tempos de Viena, eram suficientemente cultivados e progressistas, mas tinham pouca influência junto à população comum da cidade. Paris lhe pareceu, à primeira vista, uma cidade reacionária (p. 61). Logo nos primeiros dias, Nordau travou relações com Pauline, uma independente moça de origem normanda que trabalhava para um modista de chapéus. Tornaram-se próximos, frequentaram óperas e teatros juntos, e estabeleceram uma ligação que duraria muitos anos, e que só chegou ao fim quando Pauline se casou com um homem muito rico e bem mais velho que ela. Antes de voltar a Pest, Nordau passou ainda pela Espanha e pela Itália. Em novembro de 1875, estava de volta a sua velha cidade. 
Apesar de ser recebido efusivamente e de encontrar acolhida nos jornais locais, Nordau ressentia-se da vida em Pest. Em maio de 1876, mudou-se de volta para Paris, desta vez levando a mãe e a irmã mais nova, Charlotte. Fixaram-se num pequeno apartamento no número 49 da Rue St. André-des-Arts. A estadia foi infeliz: a velha judia ortodoxa, nascida em 1813, não conseguia se acostumar à vida parisiense, encontrando dificuldades de toda sorte no dia-a-dia. Desconhecia a língua, estranhava os costumes e não conseguia compreender os cortes de carne nos açougues dos Halles. Além disso, Nordau experimentava dificuldades em conseguir trabalhos, o que criava preocupações com o esgotamento iminente das pequenas reservas que juntara (p. 72-73). 
Temendo afastar-se da família ainda pouco habituada a Paris, ele recusou uma oferta para assumir a vaga de médico de bordo num vapor de carreira. Os antigos contatos lhe pareceram menos solícitos, agora que ele deixava de ser um estrangeiro de passagem e se tornava um morador permanente (p. 74). A Exposição Mundial de 1878, realizada em Paris, trouxe algum alívio, ao fazer multiplicarem-se os pedidos dos jornais por textos e comentários. Mesmo assim, Nordau decidiu retornar com a família para Pest, o que fez em outubro de 1878. Lá dedicou-se à prática da medicina, mas de início sofreu com a falta de pacientes. Com o tempo de sobra, finalizou suas reminiscências de viagem, que foram publicadas em dois volumes intitulados “Do Kremlin até Alhambra”. A publicação, editada por Balthasar Elischer, de Leipzig, foi muito bem recebida, e Nordau conquistou seu primeiro sucesso literário. Muitas edições seguiram à primeira, e as vendas foram expressivas (p. 77).
Em agosto de 1880, Nordau e sua família voltaram a Paris. Nordau passou a dedicar-se quase integralmente aos seus escritos. Em 1881, a pedido Elischer, Nordau publicou “Paris sob a Terceira República”, que também foi bem-sucedida. Nordau passou a ser reconhecido como autor, ingressando na Associação Literária Internacional e fazendo uma série de conferências na França e na Alemanha (p. 79). E
le se tornou correspondente para assuntos da França em muitos jornais de língua alemã. Em 1881 Nordau começou a redigir um grande estudo que seria publicado em 1883 sob o título “As mentiras convencionais da civilização”. A obra teria um imenso sucesso, sendo traduzida para diversas línguas e elevando Nordau a um novo patamar de celebridade. Apesar da prosperidade trazida pelas enormes vendagens, Nordau manteve sua rotina inalterada, revezando-se entre o consultório e a escrivaninha, dia e noite (a separação estrita entre as suas duas vidas era perturbada por curiosos, entrevistadores e admiradores que se misturavam aos seus pacientes, p. 96). Em 1885, publicou “Paradoxos”, que apesar das boas vendagens e dos elogios, frustrou leitores que esperavam uma repetição da obra anterior (p. 83). O círculo de relações de Nordau ampliou-se nessa época, e ele criou raízes em Paris.

## Degeneração
Por volta de 1889, Nordau passou a sentir a necessidade de empreender um estudo sobre os últimos desenvolvimentos literários da França e de outras partes. Assim começava a se esboçar “Degeneração”:
“Ele percebia que a crítica científica desses fenômenos se fazia necessária. Os trabalhos de Charcot (de quem Sigmund Freud mais tarde seria estudante) e sobretudo de Cesare Lombroso pareciam-lhe indispensáveis para a compreensão desses movimentos. Os decadentes e simbolistas e egoístas, todos estes místicos, em resumo, pareciam exibir os sintomas de uma doença e de degeneração, e seus trabalhos pareciam um perigo real para o desenvolvimento da literatura saudável. Esta foi a origem de ‘Degeneração’. O livro apareceu em 1893. Causou uma sensação sem paralelo na Alemanha. Inevitavelmente, uma tempestade de indignação se levantou entre os jovens escritores e seus líderes. Conforme a obra era traduzida em uma língua depois da outra, a tempestade varria um país atrás do outro. Nordau se tornou o objeto do ódio e também o alvo de muitos círculos literários e coteries, enquanto outros o admiravam sinceramente” (p. 89).
“Degeneração” inspirou uma enxurrada de livros, panfletos e artigos, em toda a Europa, na América do Norte e do Sul, a favor e contra seus argumentos. Suas biógrafas acreditam que, após “Degeneração”, e até a eclosão da Primeira Guerra Mundial, Nordau tenha sido “um dos mais influentes pensadores do tempo” (p. 90). “Degeneração” trouxe ainda um “dividendo” de valor duvidoso: Nordau passou a ser o centro de uma frenética peregrinação de “todo tipo de pessoas acometidas por dificuldades de ajuste” (p. 102). Gurus místicos vestidos como os antigos santos cristãos, pessoas oriundas das regiões mais distantes desejando viver ao lado do “mestre” assomavam com frequência incomum às portas da família Nordau, causando espanto e comentários entre os vizinhos. Nordau recebia também as mais estapafúrdias propostas e pedidos. Era, enfim, “[...] filósofo, líder, escritor, médico e conselheiro geral para todos os que o procuravam com todos os tipos imagináveis de dilemas humanos” (p. 108).

## A "conversão" ao sionismo
O antissemitismo sempre merecera de Nordau as mais ácidas críticas. Em “Degeneração”, ele classificou o antissemitismo como um dentre os sintomas de doença mental, descrevendo-o como a “mais perigosa forma de mania de perseguição, na qual a pessoa acreditando-se perseguida torna-se um selvagem perseguidor, capaz de todos os crimes” (NORDAU, 1895, p. 209). 
O notório antissemitismo de Wagner era um dos argumentos empregados por Nordau para provar a degeneração do músico. Apesar disso, ele manteve-se relativamente afastado do ativismo. Como liberal típico do século XIX, era com a humanidade como um todo que se preocupava, e não com uma de suas pequenas partes; a perseguição aos judeus era, nessa mentalidade, “apenas um dos problemas das minorias oprimidas que deveriam ser resolvidos através de uma solução válida para todos os homens” (p. 114). 
Seus críticos, até então, atacavam-no por outros motivos, e não por sua origem judaica, e por isso, “[...] ele podia imaginar-se um membro de uma suposta comunidade de homens, mais do que da casa de Israel” (p. 114). Certos eventos ocorridos na década de 1890, no entanto, o fariam reconsiderar essa posição, num processo que o levaria afinal a uma posição de protagonismo na questão sionista. Em 1882, notícias de violentos pogroms na Rússia espalharam-se pelos jornais da Europa (p. 115). 
Ao contrário das análises correntes, Nordau não viu esses acontecimentos como eventos isolados: identificou neles uma veia recorrente, que ultimamente se expressava nas ideias de superioridade racial conforme manifestadas por Gobineau e Nietzsche. Em setembro de 1893, durante uma estadia de férias na cidade balneária de Borkum, na Alemanha, foi alvo de correspondências antissemitas anônimas, que lhe eram entregues por meio do serviço de mensagens do hotel . A primeira delas, encontrada na mesa de jantar no primeiro dia de sua estada, dizia claramente: “Não queremos ver judeus por aqui” (p. 117). Durante dez dias ele recebeu diversas demonstrações anônimas de ódio antissemita, cada vez mais grosseiras e agressivas. O choque causado pelo evento ajudou a reorientar a atividade pública de Nordau, que se tornou cada vez mais envolvido com a questão judaica. A confiança no humanismo e na tolerância estavam abaladas. 
O caso Dreyfuss, que um pouco mais tarde ocuparia as tribunas de discussão públicas, foi outro evento decisivo na conversão de Nordau à causa sionista. A ausência de manifestações contra a perseguição a Dreyfuss nos círculos literários exasperava Nordau. Todas as conversações sobre literatura e arte passaram a parecer vazias e sem sentido, diante da urgência da causa dos judeus.  Quando conheceu Theodore Herzl, percebeu uma oportunidade de fazer algo de concreto pelos compatriotas. Herzl foi enviado a Nordau por um amigo em comum, que acreditava que as ideias do sionista eram indício de insanidade. Nordau não apenas se convenceu de que ele não era louco, como converteu-se à causa do pseudopaciente. Emprestou sua voz e seu nome ao movimento.

## Ligação externa
- web.archive.org - wzo.org.il